# Czerń krzyżowych

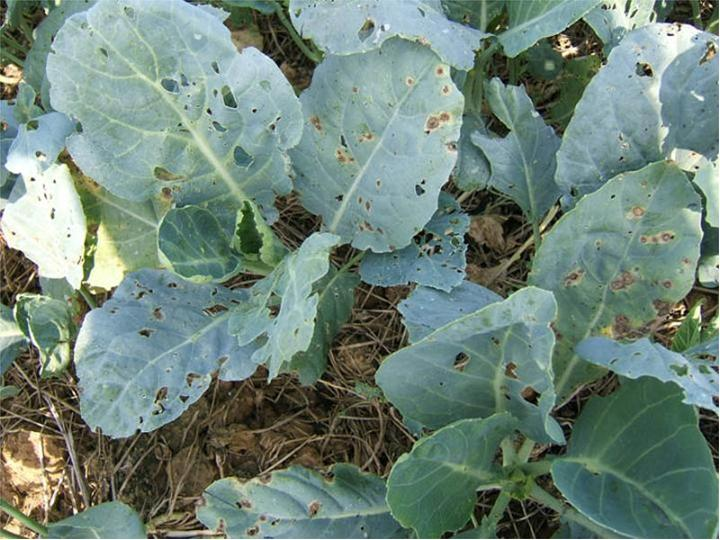
Objawy na sadzonkach kapusty

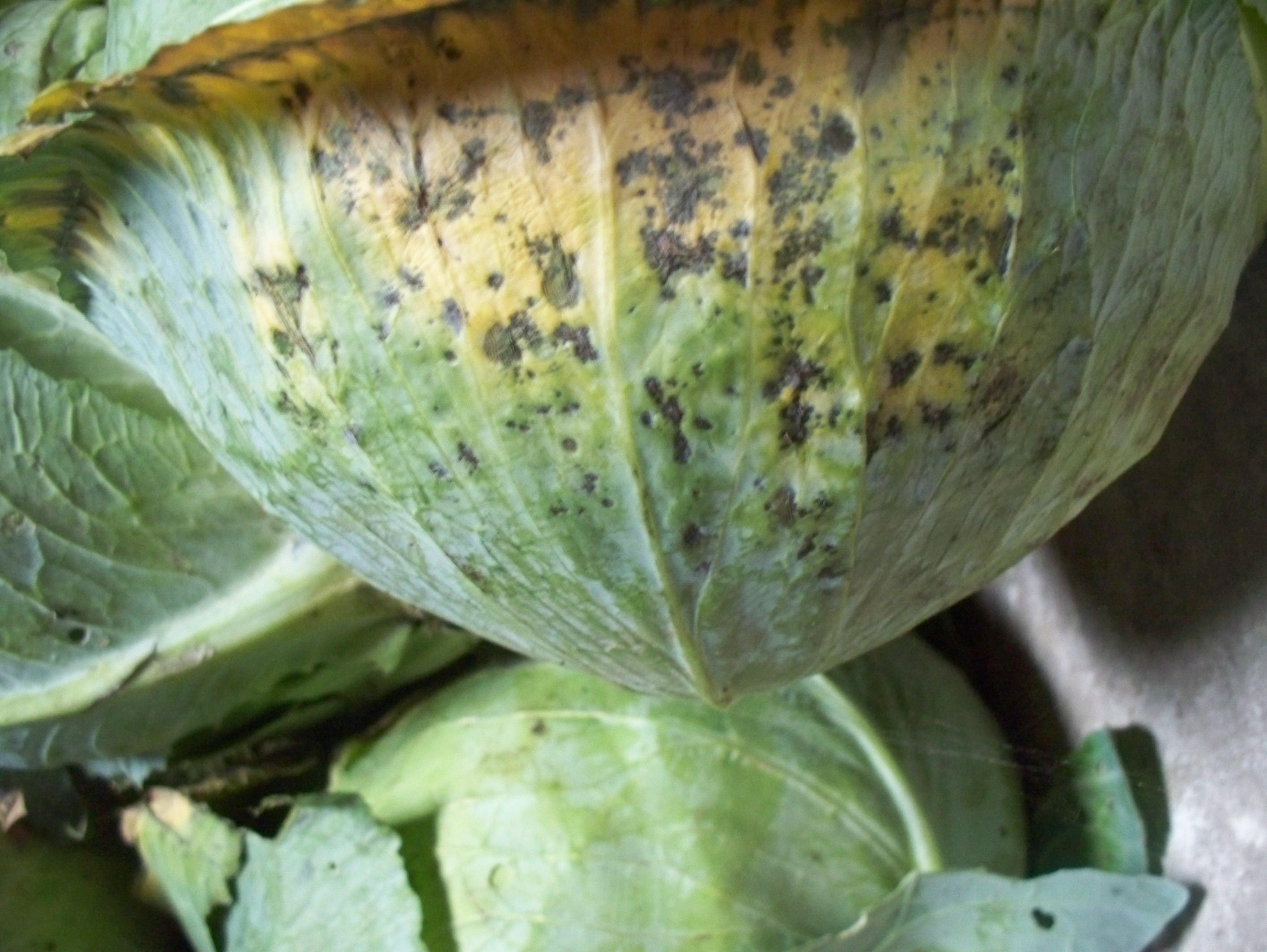
Objawy na głowie kapusty głowiastej

Czerń krzyżowych – grzybowa choroba roślin z rodziny kapustowatych (krzyżowych). Należy do grupy alternarioz i nazywana jest także alternariozą kapustowatych lub czarną plamistością roślin krzyżowych. Jej sprawcami są 4 gatunki z rodzaju Alternaria: Alternaria alternata, Alternaria brassicae, Alternaria brassicicola i Alternaria raphani. Największe znaczenie przy uprawie warzyw kapustnych (kapusta, kalafior, kalarepa, brokuł) i rzepowatych (brukiew, rzodkiewka, rzepa) odgrywają A. brassicae i A. brassicola, zaś  przy uprawie na nasiona (uprawy rzepaku i nasienne plantacje warzyw) A. brassicae.

## Występowanie i szkodliwość
Jest to jedna z najgroźniejszych chorób roślin kapustowatych. Rozprzestrzeniona jest we wszystkich rejonach uprawy tych roślin. Największe szkody wyrządza w rejonach o klimacie tropikalnym oraz subtropikalnym, ale przy sprzyjającej patogenom długotrwałej deszczowej pogodzie, również w Polsce wyrządza znaczne straty w plonach. W Polsce występuje powszechnie w uprawach rzepaku, zarówno ozimego, jak i jarego.
Szkodliwość choroby zależy od tego, która część rośliny została porażona. Gdy porażeniu uległy nasiona lub siewki następuje zgorzel siewek i ich obumarcie. W takim przypadku na polu powstają puste place. Porażenie liści rzepaku jest niezbyt groźne – skutkuje niezbyt dużym zmniejszeniem ich powierzchni asymilacyjnej. Porażenie owoców rzepaku powoduje obniżenie plonu i wysypywanie się owoców z łuszczyn, ponadto w porażonych nasionach występują trujące mykotoksyny. W uprawach warzyw kapustnych choroba powoduje duże straty zwłaszcza w uprawie kapusty głowiastej i pekińskiej. U kalafiora powoduje brązowienie róż. Większe szkody wyrządza w uprawach późnych i średniopóźnych odmian kapusty przeznaczonych do kwaszenia i przechowywania. Główki kapusty porażone przez chorobę nie nadają się do przechowywania.

## Objawy
Przy bardzo wczesnym porażeniu rośliny obumierają już w trakcie kiełkowania z nasion, lub nieco później, w stadium siewki. Na porażonych sadzonkach powstaje zbrunatnienie nasady łodygi i takie sadzonki również obumierają. Na porażonych liściach, ogonkach liściowych, łodygach i łuszczynach rzepaku tworzą się ciemnobrunatne lub czarne, owalne plamy o średnicy 1-5 mm. Są wyraźnie odgraniczone od zdrowej tkanki i nieco zagłębione. Młode porażone łuszczyny obumierają, starsze obumierają częściowo i przedwcześnie pękają, co powoduje wysypywanie się z nich nasion. Przy dużej wilgotności powietrza na porażonych częściach roślin powstaje aksamitny, ciemnobrunatny nalot złożony z konidioforów i zarodników patogenów.
Na porażonych warzywach kapustnych powstają ciemnobrunatne plamy o średnicy 0,5 do kilku cm. Zazwyczaj są koncentrycznie strefowane, czasami posiadają żółtą obwódkę. Z czasem plamy powiększają się, tkanki w ich obrębie ulegają nekrozie i wykruszają się, wskutek czego w liściach powstają dziury. Na różach kalafiorów i brokułów plamy są brązowe, zapadające się, zwykle bez strefowania. Zazwyczaj porażenie obejmuje tylko powierzchniowe części róży, jednak takie warzywa tracą wartość handlową. Na warzywach rzepowatych oprócz plam na liściach powstają zgrubienia na korzeniach. Podczas przechowywania takich porażonych korzeni powstają na nich plamy, w obrębie których tkanki ulegają gniciu.
Na porażonych nasionach grzybnia i zarodniki znajdują się zarówno na ich powierzchni, jak i wewnątrz. Po wykiełkowaniu nasion powodują zgorzel siewek.

## Epidemiologia
Wszystkie gatunki patogenów wywołujących czerń krzyżowych wytwarzają wyłącznie bezpłciowe zarodniki konidialne. Źródłem infekcji pierwotnej są porażone nasiona oraz pozostałe po zbiorze resztki roślin w ziemi. Znajdująca się w nich grzybnia i zarodniki mogą przetrwać kilka lat (u A. brassicae i A. alternata więcej niż 5 lat). Zarodniki wybijane są z grzybni przez krople deszczu i rozprzestrzeniane przez wiatr. Wniknąć mogą do roślin przez rany, przez aparaty szparkowe, ale także przez nieuszkodzoną epodermę, przy czym różne gatunki patogenów wywołujących czerń krzyżowych wykazują różnice pod tym względem. Np. A. brassicae może dokonać infekcji tylko przez rany, podczas gdy zarodniki A. brassicola potrafi przedostać się przez nieuszkodzoną,  zdrową epidermę.
Niezbędne do zainfekowania patogenami czerni krzyżowych jest zwilżenie powierzchni wodą. Czas zwilżenia wynosi co najmniej 5 godzin. Do infekcji dochodzi także przy wilgotności względnej powietrza wynoszącej 95-100% i utrzymującej się stale przez 12-20 godzin. Optymalna temperatura dla rozwoju choroby wynosi 20-25 °C. Wytwarzanie zarodników odbywa się przy wilgotności powietrza co najmniej 90%, optymalna dla tego procesu temperatura wynosi 18-24 °C dla A. brassicae i   20-30 °C dla A. brassicola. Niezbędny dla wytworzenia zarodników okres wysokiej wilgotności powietrza wynosi minimum 9-18 godzin. Wytworzone w okresie wegetacji zarodniki dokonują infekcji wtórnych. Największe ich ilości uwalniają się podczas zbiorów. Przez wiatr i wodę zarodniki rozprzestrzeniane są w promieniu około 1800 m.

## Ochrona
Najważniejszą rolę odgrywa profilaktyka obejmująca następujące działania:
- głębokie przyorywanie resztek pożniwnych,
- stosowanie 3-4 letniego płodozmianu,
- niszczenie samosiewów i chwastów z rodziny kapustowatych,
- siew tylko zdrowych nasion
- zaprawianie nasion[1]

Na plantacjach rzepaku stosuje się opryskiwanie fungicydami zawierającymi triazole, imidazole i strobiluryny w okresie od opadania pierwszych płatków kwiatowych do powstawania pierwszych łuszczyn. Gdy przekroczony został próg szkodliwości opryskiwanie wykonuje się również wcześniej.